# Babaohai Shuiku
Babaohai Shuiku (kinesiska: 八宝海水库) är en reservoar i Kina. Den ligger i provinsen Liaoning, i den nordöstra delen av landet, omkring 100 kilometer väster om provinshuvudstaden Shenyang. Babaohai Shuiku ligger 60 meter över havet. Arean är 1,5 kvadratkilometer. Trakten runt Babaohai Shuiku består till största delen av jordbruksmark. Den sträcker sig 2,0 kilometer i nord-sydlig riktning, och 1,4 kilometer i öst-västlig riktning.
Genomsnittlig årsnederbörd är 802 millimeter. Den regnigaste månaden är juli, med i genomsnitt 176 mm nederbörd, och den torraste är januari, med 7 mm nederbörd.